# 추정호
추정호(1997년 12월 9일 ~ )는 대한민국의 축구 선수로, 포지션은 공격수였다.

## 클럽 경력
추정호는 전남 드래곤즈의 산하 유소년 팀인 광양제철고등학교 출신으로, 전남의 우선지명을 받고 중앙대학교 축구부에 입단하였다. 추정호는 중앙대학교 재학 시절 1, 2학년 대학축구대회에서 팀을 우승으로 이끌고 득점왕까지 수상한 바 있다. 2018년에는 추계대학축구연맹전에서 준우승하는 데에 일조하였다.
2019시즌을 앞두고 전남 드래곤즈와 프로 계약을 체결하였다. 2019 시즌에 추정호는 10경기에 출전하여 1도움을 기록하였다. 2020년 5월 27일 벌어진 충남 아산 FC와의 4라운드 경기에서 팀의 동점골이자 자신의 프로 무대 데뷔골을 성공시켰다.
2021시즌을 앞두고 부천 FC 1995로 어적했다.